# Ярмолинецька селищна територіальна громада
Ярмолинецька селищна територіальна громада — територіальна громада в Україні, у Хмельницькому районі Хмельницької області. Адміністративний центр — селище Ярмолинці.
Площа громади — 546,89 км², населення — 19 609 осіб (2019).
Утворена 12 червня 2020 року шляхом об'єднання
- Ярмолинецька селищна рада
- Антоновецька сільська рада
- Баранівська сільська рада
- Боднарівська сільська рада
- Буйволовецька сільська рада
- Вербецька сільська рада
- Вербецько-Мурована сільська рада
- Жилинецька сільська рада
- Кадиївська сільська рада
- Косогірська сільська рада
- Москалівська сільська рада
- Пасічнянська сільська рада
- Правдівська сільська рада
- Савинецька сільська рада
- Соколівська сільська рада
- Соснівська сільська рада
- Сутковецька сільська рада
- Томашівська сільська рада
- Шарівська сільська рада
- Ясенівська сільська рада

## Символіка

### Герб
У лазуровому щиті червоний круг із золотою нитяною бурхливо-хвилястою облямівкою, в якому з понижених срібних гамаїд виходить срібний меч із золотим руків’ям, поставлений у стовп вістрям донизу, на руків’ях висять протиобернені золоті півмісяці з двома ключами. У главі щита срібний Покров, обтяжений золотими грецькими хрестами. Щит вписаний в золотий декоративний картуш і увінчаний срібною територіальною короною. Унизу картуша напис "ЯРМОЛИНЕЦЬКА ГРОМАДА".

### Прапор
Квадратне полотнище розділене горизонтально у співвідношенні 1:5 на білу і синю смуги. В центрі нижньої смуги червоний круг із жовтою нитяною облямівкою, в 2/3 від висоти прапора, в якому з понижених білих гамаїд виходить вертикальний білий меч із жовтим руків’ям, на руків’ях висять протиобернені жовті півмісяці з двома ключами. В центрі верхньої смуги жовтий грецький хрест.

### Пояснення символіки
Гамаїди (три прямокутних скошених укорочених балки) - частина герба Ярмолинських, півмісяці та меч - стилізований герб "Остоя" Дульських. Червоний круг з бурхливою облямівкою - стилізоване в трипільському стилі шістнадцятипроменеве сонце, що означає приналежність громади до Поділля і водночас давні трипільські поселення на цих теренах. Покров – символ Божого благословення, а також великої кількості храмів, присвячених Покрову Божої Матері, на території громади. 
На прапорі повторюються кольори і фігури герба.

## Населені пункти
У складі громади 34 населені пункти — селище Ярмолинці та 33 села:
- Антонівці
- Баранівка
- Боднарівка
- Борбухи
- Буйволівці
- Васильківці
- Вербка
- Вербка-Мурована
- Верхівці
- Вихилівка
- Волудринці
- Голохвасти
- Жилинці
- Кадиївка
- Коритна
- Косогірка
- Круті Броди
- Лебедівка
- Лисівка
- Магнишівка
- Москалівка
- Нове Село
- Пасічна
- Правдівка
- Савинці
- Слобідка-Кадиївська
- Соколівка
- Соснівка
- Сутківці
- Томашівка
- Шарівка
- Шевченка
- Ясенівка